# 金·沃尔谋杀案
金·沃尔谋杀案，又称潜艇谋杀案（丹麥語：Ubådssagen）于2017年8月10日或11日发生在丹麦科耶灣。在案件中，瑞典自由职业记者金·沃尔（Kim Wall）于8月10日登上丹麦发明家彼得·马德森制造的微型潜艇UC3鹦鹉螺号，遭到马德森谋杀分尸。哥本哈根警方于8月21日在海滩上发现沃尔的遗体，发现时其遗体已被肢解。2018年4月25日，哥本哈根法庭判决马德森谋杀、亵渎尸体和性侵罪名成立，判处其终身监禁不得假释。

## 受害人
金·沃尔于1987年3月23日出生在瑞典斯科讷特雷勒堡。她的父亲是约阿希姆·沃尔，母亲是英格丽德·沃尔，家中还有一个弟弟汤姆。沃尔高中在马尔默就读，之后进入倫敦政治經濟學院学习，在这里获得国际关系学学士学位，毕业后又在哥伦比亚大学获得新闻学和国际关系学双硕士学位。
沃尔是一位自由职业记者，曾为《卫报》《纽约时报》《Vice》《Slate》《时代杂志》和《南华早报》等多家媒体撰稿。沃尔曾赴朝鲜、南太平洋、乌干达、海地等地采访，报道过马绍尔群岛受美国核试验和气候变化的影响。沃尔凭借这篇报道获得德国《南德意志报》2016年颁发的漢薩·米特獎（Hansel-Mieth-Preis）“最佳数字报道”。在遇难之前，沃尔和丹麦籍男友奥拉·施托贝（Ola Stobbe）一同居住在哥本哈根。

## 失踪

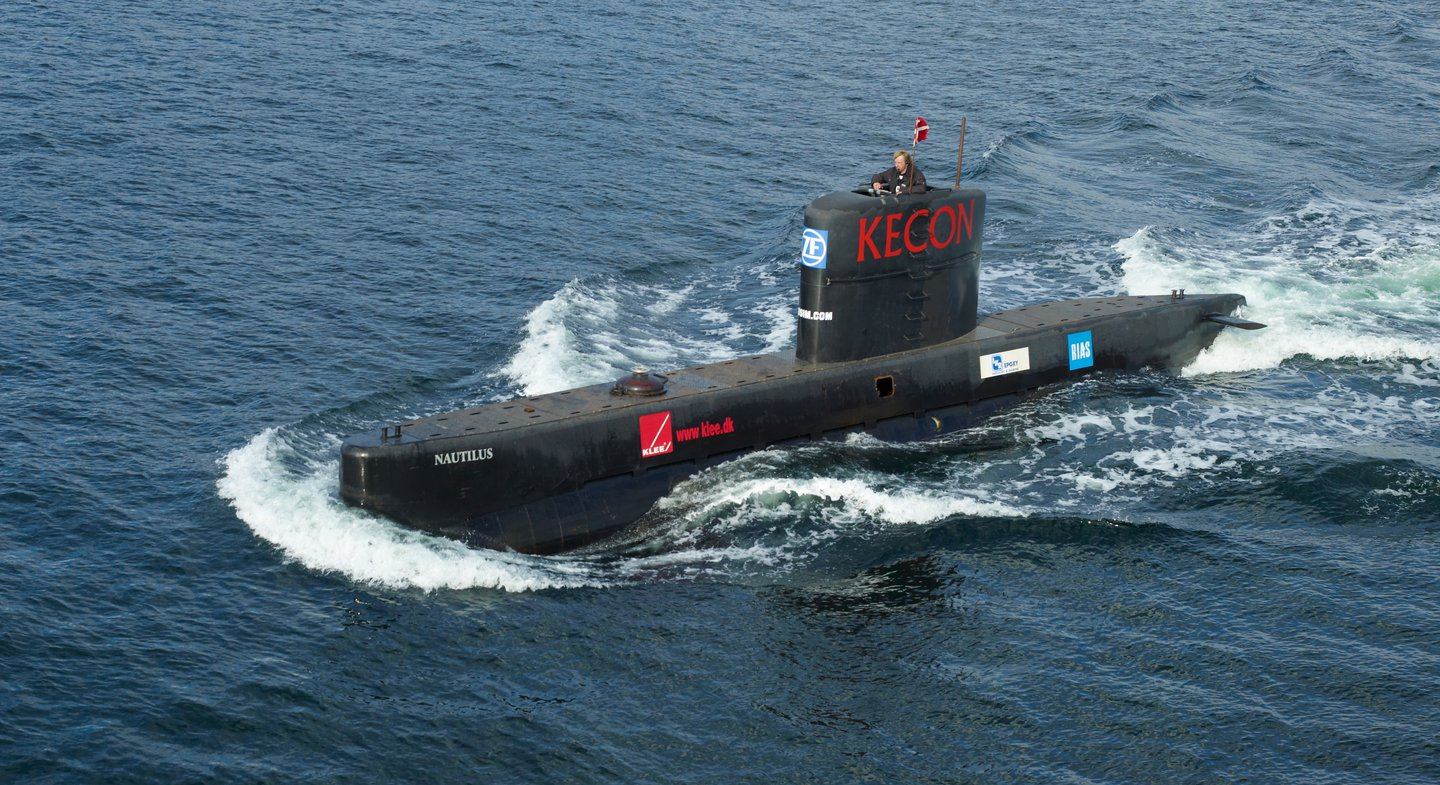
案发的微型潜艇UC3鹦鹉螺号

案发前，沃尔和男友施托贝计划在8月16日搬到北京居住，原定在8月10日举行告别聚会。聚会之前不久。沃尔收到发明家彼得·马德森的短信，邀请她登上自己的微型潜艇UC3鹦鹉螺号采访他。沃尔在之前就曾与马德森邮件联系，讨论过采访的主题。她接受了他的邀请，计划在潜水艇上采访两小时。沃尔于当地时间（UTC+2）19:00左右与马德森在哥本哈根南部的雷夫沙勒恩港会面并登上潜艇，之后再无音讯。潜艇一直没能返回，施托贝于是在11日凌晨01:43报警，并在02:17通知了丹麦皇家海军。曾有商船称在11日0时左右目击这艘潜艇，当时正位于厄勒海峽大橋西北方。潜艇上没有卫星定位装置，警方直至11日上午10:30才通过一座灯塔接收到潜艇的消息，了解到潜艇正位于阿迈厄岛东南。潜艇随后在11:00沉没。搜救人员将马德森从海中救起，但没有发现沃尔。马德森随后被捕并以过失致死的罪名起诉。警方怀疑他故意凿沉了潜艇。

## 调查和庭审

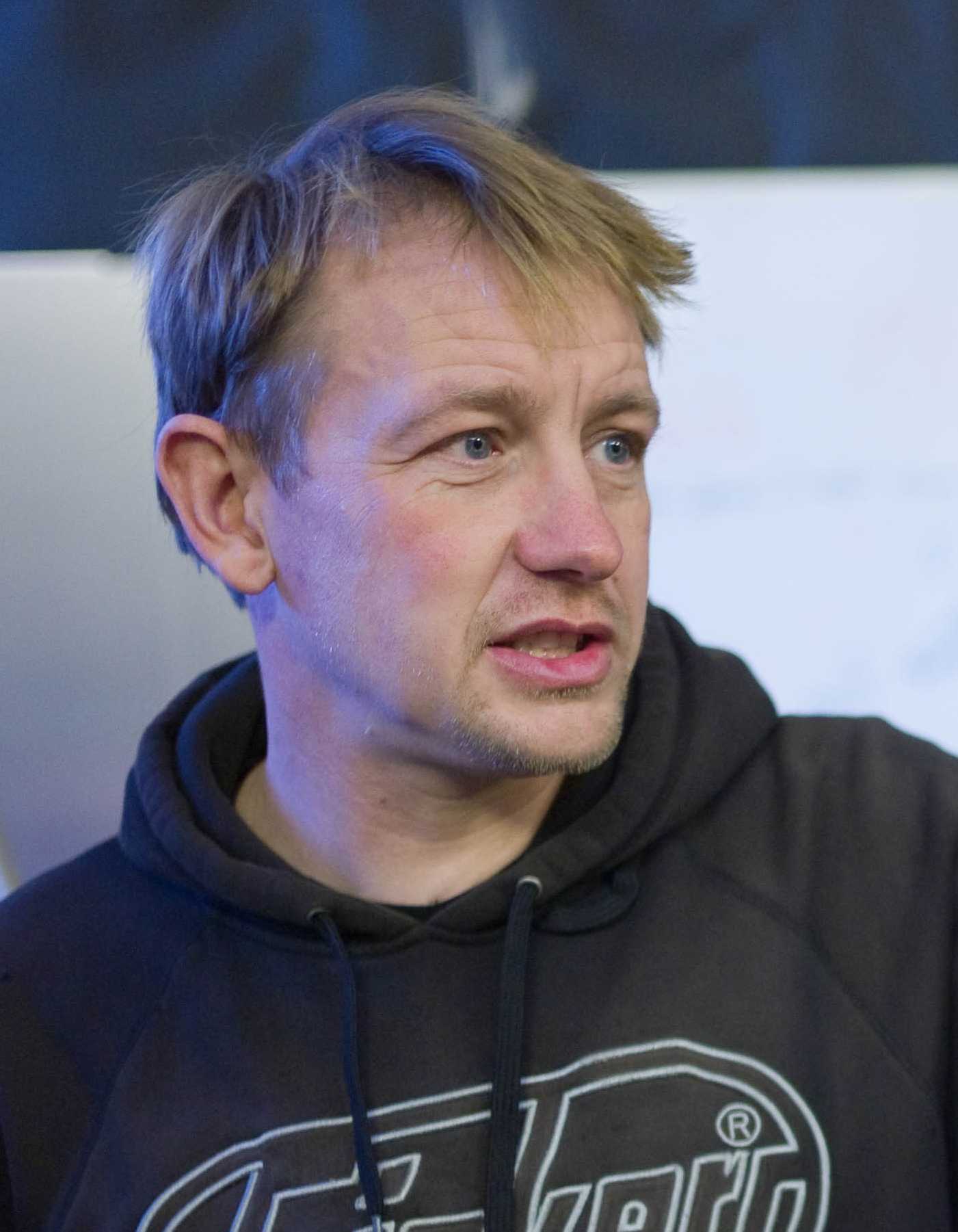
彼得·马德森

马德森最初声称自己已经将沃尔送上岸，之后又改口称沃尔在潜艇上意外身亡，自己只是将她的尸体海葬。8月21日，警方在阿邁厄島西南的海滩上发现一具女性躯干，经鉴定确认为沃尔的遗体。尸检还发现她身上有15处刺伤，生殖器内亦有刺伤，主要集中在腹股沟处。警方一度考虑此案可能与斯堪的纳维亚地区的其他谋杀案相关，甚至重启调查1986年22岁日本女游客豐永和子遇害案，怀疑马德森可能与这一旧案亦有关联。但调查其他案件后，警方并未发现沃尔案与旧案有关。
9月5日的法庭聆讯中，马德森在证词中声称沃尔头部撞到潜艇舱盖后死亡，称自己出于害怕才将其尸体抛入海中，但否认自己曾斩首肢解其遗体。他还称自己是因为“自杀倾向”才希望凿沉潜艇。检方随后指出，警方曾在马德森的电脑上发现血腥视频，视频记录了多名妇女被残忍杀害的镜头。亦有证人称马德森曾观看斩首视频，进行窒息式性爱，还对“死亡和性”有兴趣。检方亦认为此案涉及性犯罪。但马德森称自己和沃尔之间没有任何性关系。
10月6日，警方潜水员在科耶湾发现两个塑料袋，其中装有沃尔的头颅、腿和衣服，袋中还有一把刀。六天后，警方又在水中发现一把锯。尸检显示沃尔的头部并无钝器伤的痕迹，死因则未确定。10月底，马德森又改变了证词，承认肢解了沃尔的遗体，但仍然否认蓄意谋杀。他改称自己在甲板上时，沃尔因一氧化碳废气进入潜艇舱内而中毒死亡。尸检则未发现沃尔的组织内有废气中毒的迹象。11月21日和29日，警方在科耶湾内发现了沃尔的手臂。
2018年1月16日，检方以谋杀、亵渎尸体和性侵犯的罪名起诉马德森，指控他在以酷刑折磨沃尔后将她割喉或勒死。检方认为马德森在出行之前已经做好谋杀计划，因为他在潜艇中带上了平时不会携带的锯子、刀具和塑料绳等物品。庭审于3月8日开始，马德森承认肢解尸体，但对谋杀罪名做无罪辩护。4月25日，法庭判决三项罪名全部成立，判处其终身监禁不得假释。入狱后，马德森在2018年8月被狱中犯人袭击受伤送医。
2020年9月，马德森在探索频道制作的纪录片中坦承自己杀害了沃尔。同年10月20日，马德森以“手枪状物体”威胁一名监狱职员后越狱，但出逃数百米后即被警方包围并逮捕。

## 后续影响
沃尔逝世后，其亲友成立了金·沃尔纪念基金会（Kim Wall Memorial Fund），旨在帮助女性记者，以“延续她的精神”。哥伦比亚大学也成立了以她的名字命名的奖学金。2017年10月，欧洲奖媒体节（Prix Europa）为沃尔追授杰出成就奖（年度记者）提名，但沃尔未能获奖。11月26日，瑞典电视台播出了一部纪录片《讲述故事的女人》（Hon Som Ville Berätta）介绍她的一生。
2018年8月10日，沃尔逝世一周年纪念日，哥本哈根、伊斯坦布尔、旧金山和北京等世界15座城市举行了纪念她的跑步活动。活动筹得捐款全部捐献给金·沃尔纪念基金会。同年11月9日，沃尔的父母出版了一部回忆录《金·沃尔：当言语结束时》（Boken om Kim Wall: När orden tar slut）记述金·沃尔的一生。